# イベリア語
イベリア語(イベリアご、Iberian language)はギリシャやローマの記録にある、イベリア半島東部から南東部に分布していた古代言語である。

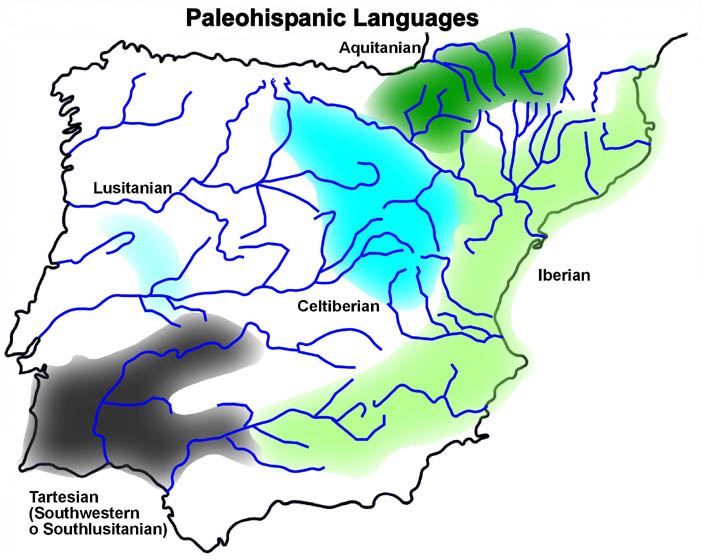
スペイン語以前のイベリア半島の言語分布

イベリア人の文化についてはよくわかっていない部分が多く、紀元前7世紀～1世紀にかけての局所的なものとみなされている。イベリア語はバスク語を除く他の古代語と同じく、ラテン語の拡大と共に置き換えられ、紀元後1～2世紀には死語となった。

## 分類
イベリア語は未分類言語であり、研究途上である。数詞を中心にバスク語との比較研究が進められている。